# NGC 4327

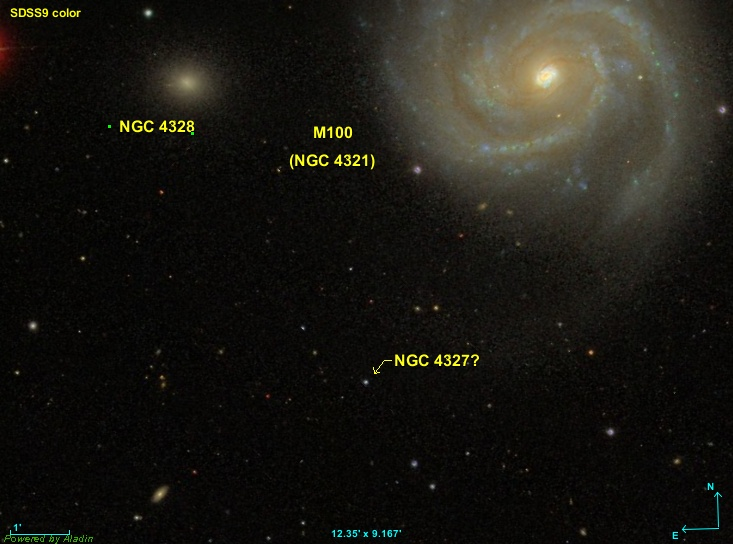
NGC 4327

NGC 4327 is een dubbelster in het sterrenbeeld Hoofdhaar. Het hemelobject werd in 1882 ontdekt door de Duitse astronoom Ernst Wilhelm Leberecht Tempel.